# I Want Blood
I Want Blood četvrti je studijski album američkog glazbenika Jerryja Cantrella. Objavljen je 18. listopada 2024.

## O albumu
Cantrell je službeno najavio album 26. srpnja 2024., kad je objavio i prvi singl „Vilified”. Spot za taj singl objavljen je pet dana poslije. „Afterglow”, drugi singl s albuma, objavljen je 6. rujna 2024. uz popratni spot. Treći i posljednji singl „I Want Blood” izdan je 11. listopada 2024., tjedan dana prije samog albuma.
„Vilified”, prva pjesma na uratku, progovara o umjetnoj inteligenciji u negativnom svjetlu. „Afterglow” opisuje stvaranje nove glazbe i novih glazbenih uradaka. Cantrell je izjavio da naslovna pjesma govori o „slavljenju života” i „žudnji za iskustvima”, da je „Echoes of Laughter” o „ljepoti i konačnosti života”, a da „Let It Lie” govori o „intimnim odnosima” s „ljudima s kojima se stalno svađate, ali koje također strahovito volite”. Pjesma „It Comes” govori o raznim završecima i počecima u životu.

## Popis pjesama
Tekstovi i glazba: Jerry Cantrell; pjesmu „Echoes of Laughter” napisao je s Tylerom Batesom. 
| 1.    | »Vilified«           | 4:32 |
| 2.    | »Off the Rails«      | 5:26 |
| 3.    | »Afterglow«          | 4:38 |
| 4.    | »I Want Blood«       | 4:22 |
| 5.    | »Echoes of Laughter« | 5:11 |
| 6.    | »Throw Me a Line«    | 5:01 |
| 7.    | »Let It Lie«         | 5:45 |
| 8.    | »Held Your Tongue«   | 4:46 |
| 9.    | »It Comes«           | 6:32 |
| 46:06 |                      |      |

## Recenzije
| Zbirne ocjene    | Zbirne ocjene |
| Izvor            | Ocjena        |
| ---------------- | ------------- |
| Metacritic       | 77/100        |
| Recenzije        |               |
| Izvor            | Ocjena        |
| AllMusic         | [ 15 ]        |
| Blabbermouth.net | 9/10          |
| Classic Rock     | [ 17 ]        |
| Kerrang!         | 4/5           |
| Ravno do dna     | 9/10          |
| Sputnikmusic     | 4/5           |

Dobio je pozitivne kritike. Na Metacriticu, koji glazbenim uradcima daje ocjenu od 0 do 100 na temelju prosječne ocjene recenzenata raznih publikacija, dobio je ukupno 77 boda na temelju šest recenzija, što označava „uglavnom pozitivne kritike”.
U recenziji za Blabbermouth.net Anne Erickson dala mu je devet bodova od njih deset napisavši da je „svaka pjesma mogla biti singl” i zaključivši da album „odlično pristaje marki Alice in Chainsa, ali također pokazuje da, kad se Cantrell posveti stvaranju nečeg posebnog, to mu i uspijeva”. Petar Prelog dao mu je jednaku ocjenu u osvrtu za Ravno do dna i napisao je da album „odiše zrelošću i samouvjerenošću na pjevačkom i sviračkom planu” te da je Cantrell „stvorio zbirku koja se može smatrati iznimno uspješnom te koja će – u iščekivanju novog albuma – zadovoljiti i mnoge fanove grupe Alice in Chains”. James Christopher Monger dao mu je četiri zvjezdice od njih pet u recenziji za AllMusic, komentirao je da sadrži „devet hrabrih i agresivnih pjesama koje pristaju arhitektu grungea i alternativnog hard rocka” i dodao da ih obilježavaju „razborit cinizam, grubi, ali ljubavlju potaknuti postupci te opravdana mudrost”.
U svojem je osvrtu za Kerrang! Steve Beebee izjavio da je uradak žešći od prethodnog albuma Brighten i da se „može uvrstiti među najbolje [Cantrellove] radove”. Dao mu je četiri boda od njih pet. Emma Johnston dala mu je četiri zvjezdice od njih pet izjavivši da je posrijedi „besprijekoran i nepokolebljiv klasični rock za okrutni moderni svijet” te da je „zaista veličanstven”. Sputnikmusicov recenzent komentirao je da Cantrell na albumu „nije izvukao nikakav novi as iz rukava, ali je još jednom pokazao kako odlično piše pjesme”. Dao mu je četiri boda od njih pet.

## Zasluge
| Glazbenici - Jerry Cantrell – vokal, gitara; bas-gitara (na 3., 6., 7. i 8. pjesmi); produkcija; snimanje (pjesme „Held Your Tongue”) - Robert Trujillo – bas-gitara (na 1., 2. i 9. pjesmi) - Gil Sharone – bubnjevi (osim na pjesmi „I Want Blood”); udaraljke (osim na 3. i 7. pjesmi) - Duff McKagan – bas-gitara (na 3., 4. i 5. pjesmi) - Vincent Jones – klavijatura (na 3., 4., 5. i 8. pjesmi) - Lola Colette – prateći vokal (na 3., 5. i 7. pjesmi) - Mike Bordin – bubnjevi (na 4. i 7. pjesmi) - Greg Puciato – prateći vokal (na pjesmi „Echoes of Laughter”) - Maxwell Urasky – prateći vokal i efekti (na pjesmi „Held Your Tongue”); inženjer zvuka tijekom pretprodukcije | Ostalo osoblje - Joe Baressi – produkcija, snimanje, miksanje - Jun Hurakawa – dodatni inženjer zvuka - Bob Ludwig – mastering - Brian Lee – mastering - Bob Jackson – mastering - Bruce Jacoby – tehničar za bubnjeve - Mike „McBob” Mayhue – tehničar za bas-gitaru (Duffa McKagana) - Ian Sheppard – tehničar za gitaru - Henry Trejo – tehničar za gitaru - Ryan Clark – umjetnički direktor, dizajn - Darren Craig – fotografija |

## Ljestvice
| Ljestvica                                    | Najviša pozicija |
| -------------------------------------------- | ---------------- |
| SAD (Billboard 200)                          | 145.             |
| Škotska (OCC)                                | 21.              |
| Švicarska (Schweizer Hitparade)              | 40.              |
| Ujedinjeno Kraljevstvo (OCC)                 | 99.              |
| Ujedinjeno Kraljevstvo (Rock & Metal Albums) | 3.               |